# ريد مورغان
ريد مورغان (بالإنجليزية: Red Morgan) هو لاعب كرة قاعدة أمريكي، ولد في 6 أكتوبر 1883 في نيولا في الولايات المتحدة، وتوفي في 25 مارس 1981 في نيويورك في الولايات المتحدة.

## وصلات خارجية
- ريد مورغان على موقع دوري كرة القاعدة الرئيسي (الإنجليزية)
- ريد مورغان على موقعبيزبول رفرنس.كوم (الدوري الرئيسي) (الإنجليزية)
- ريد مورغان على موقعبيزبول رفرنس.كوم (الدوري الثانوي) (الإنجليزية)
- ريد مورغان على موقع جمعية أبحاث البيسبول الأمريكية (الإنجليزية)